# What's New, Scooby-Doo?
What's New, Scooby-Doo? is een Amerikaanse animatieserie, en de negende incarnatie van de Hanna-Barbera serie Scooby-Doo.
De serie was een heropleving van de originele serie, en van het Scooby-Doo franchise in zijn algemeenheid. De laatste serie, A Pup Named Scooby-Doo, stopte in 1991. De serie ging in première op 14 september 2002, en liep drie seizoenen met een totaal van 42 afleveringen op The WB Television Network's "Kids' WB". De serie wordt sinds voorjaar 2013 Nederlandstalig herhaald op Cartoon Network. Voorheen verscheen de reeks in Vlaanderen op VTM bij TamTam.

## Overzicht
De serie bracht het concept van Scooby-Doo terug naar zijn oorsprong; met verhalen over de leden van Mystery Inc. die in elke aflevering te maken krijgen met een bovennatuurlijk wezen dat later slechts een verklede crimineel blijkt te zijn. Wel probeerde de serie het Scooby universum wat te moderniseren door de plots zich te laten afspelen rondom moderne trends en technologie, zoals internet. De personages bleven grotendeels onveranderd qua persoonlijkheid, maar kregen wel een wat moderner uiterlijk.
Omdat Don Messick in 1996 met pensioen was gegaan (en een jaar later stierf), nam Frank Welker, die ook de stem van Fred deed, de rol van Scooby-Doo over. Casey Kasem keerde terug als Shaggy, Grey DeLisle nam Daphne's rol op zich, en voormalig Facts of Life actrice Mindy Cohn deed de stem van Velma.
De show werd geproduceerd door Warner Bros. Animation, die rond deze tijd Hanna-Barbera had overgenomen.
In 2005 werd de serie voor nog onbepaalde tijd op hiatus gezet.

## Afleveringen

### Seizoen 1
| #    | Titel                                             | Uitzenddatum VS    |
| ---- | ------------------------------------------------- | ------------------ |
| 1x01 | "There's No Creature Like Snow Creature"          | 14 september, 2002 |
| 1x02 | "3-D Struction"                                   | 21 september, 2002 |
| 1x03 | "Space Ape at the Cape"                           | 28 september, 2002 |
| 1x04 | "Big Scare in the Big Easy"                       | 5 oktober, 2002    |
| 1x05 | "It's Mean, It's Green, It's the Mystery Machine" | 26 oktober, 2002   |
| 1x06 | "Riva Ras Regas"                                  | 2 november, 2002   |
| 1x07 | "Roller Ghoster Ride!"                            | 9 november, 2002   |
| 1x08 | "Safari, So Goodi!"                               | 23 november, 2002  |
| 1x09 | "She Sees Sea Monster at the Sea Shore"           | 30 november, 2002  |
| 1x10 | "Scooby-Doo Christmas"                            | 13 december, 2002  |
| 1x11 | "Toy Scary Boo"                                   | 1 februari, 2003   |
| 1x12 | "Lights! Camera! Mayhem"                          | 15 februari, 2003  |
| 1x13 | "Pompeii and Circumstance"                        | 22 februari, 2003  |
| 1x14 | "The Unnatural"                                   | 22 maart, 2003     |

### Seizoen 2
| #    | Titel                                  | Uitzenddatum VS    |
| ---- | -------------------------------------- | ------------------ |
| 2x01 | "Big Appetite In Little Tokyo"         | 13 september, 2003 |
| 2x02 | "Mummy Scares Best"                    | 20 september, 2003 |
| 2x03 | "The Fast and the Wormious"            | 27 september, 2003 |
| 2x04 | "High-Tech House of Horrors"           | 4 oktober, 2003    |
| 2x05 | "The Vampire Strikes Back"             | 18 oktober, 2003   |
| 2x06 | "Scooby-Doo Halloween"                 | 24 oktober, 2003   |
| 2x07 | "Homeward Hound"                       | 25 oktober, 2003   |
| 2x08 | "The San Franpsycho"                   | 20 maart, 2004     |
| 2x09 | "Simple Plan and the Invisible Madman" | 22 maart, 2004     |
| 2x10 | "Recipe for Disaster"                  | 23 maart, 2004     |
| 2x11 | "Large Dragon at Large"                | 24 maart, 2004     |
| 2x12 | "Uncle Scooby and Antarctica"          | 25 maart, 2004     |
| 2x13 | "New Mexico, Old Monster"              | 26 maart, 2004     |
| 2x14 | "It's All Greek to Scooby"             | 27 maart, 2004     |

### Seizoen 3
| #    | Titel                                               | Uitzenddatum VS   |
| ---- | --------------------------------------------------- | ----------------- |
| 3x01 | "Fright House Of A Lighthouse"                      | 29 januari, 2005  |
| 3x02 | "Go West, Young Scoob"                              | 5 februari, 2005  |
| 3x03 | "A Scooby-Doo Valentine"                            | 11 februari, 2005 |
| 3x04 | "Wrestle Maniacs"                                   | 12 februari, 2005 |
| 3x05 | "Ready To Scare"                                    | 19 februari, 2005 |
| 3x06 | "Farmed And Dangerous"                              | 25 februari, 2005 |
| 3x07 | "Diamonds Are A Ghouls Best Friend"                 | 5 maart, 2005     |
| 3x08 | "A Terrifying Round With A Menacing Metallic Clown" | 12 maart, 2005    |
| 3x09 | "Camp Comeoniwannascareya"                          | 19 maart, 2005    |
| 3x10 | "Block-Long Hong Kong Terror"                       | 25 maart, 2005    |
| 3x11 | "Gentlemen, Start Your Monsters"                    | 2 april, 2005     |
| 3x12 | "Gold Paw"                                          | 9 april, 2005     |
| 3x13 | "Reef Grief!"                                       | 16 april, 2005    |
| 3x14 | "E-Scream"                                          | 21 juli, 2006     |

## DVD uitgaven
Oorspronkelijk werd de serie uitgegeven op 10 dvd’s met telkens vier of vijf afleveringen. In februari 2007 begon Warner Bros. dvd’s uit te geven met daarop telkens een compleet seizoen. Intussen zijn alle seizoenen (1, 2 en 3) al verschenen op dvd.

## Trivia
- De band Simple Plan is sterk betrokken bij What's New, Scooby-Doo? Ze zingen het intronummer, en verschenen zelf in de aflevering "Simple Plan and the Invisible Madman".
- In sommige afleveringen werd gezien dat Velma een fan is van hockey.
- Gedurende 'A Terrifying Round With A Menacing Metallic Clown' wordt een flashback getoond van Velma’s vijfde verjaardag. Hierin zien de personages er net zo uit als in de serie A Pup Named Scooby-Doo.
- Daphne, Velma, en Fred komen niet voor in de aflevering "Camp Comeoniwannascareya", maar Fred wordt hierin wel genoemd door Shaggy.
- Wile E. Coyote en Road Runner hebben een cameo in de aflevering New Mexico, Old Monster.